# Japan i olympiska vinterspelen 2018
Japan deltog i de olympiska vinterspelen 2018 i Pyeongchang, Sydkorea, med en trupp på 122 deltagare (50 män och 72 kvinnor) vilka tävlade i 13 olika sporter.
Vid invigningsceremonin bars Japans flagga av backhopparen Noriaki Kasai.

## Medaljörer
| Medalj | Namn                                                                       | Sport                         | Gren                   | Datum            |
| ------ | -------------------------------------------------------------------------- | ----------------------------- | ---------------------- | ---------------- |
| Guld   | Nao Kodaira                                                                | Hastighetsåkning på skridskor | Damernas 500 meter     | 18 februari 2018 |
| Guld   | Miho Takagi Ayano Sato Nana Takagi Ayaka Kikuchi                           | Hastighetsåkning på skridskor | Damernas lagtempo      | 21 februari 2018 |
| Guld   | Nana Takagi                                                                | Hastighetsåkning på skridskor | Damernas masstart      | 24 februari 2018 |
| Guld   | Yuzuru Hanyu                                                               | Konståkning                   | Herrarnas singelåkning | 17 februari 2018 |
| Silver | Nao Kodaira                                                                | Hastighetsåkning på skridskor | Damernas 1 000 meter   | 14 februari 2018 |
| Silver | Miho Takagi                                                                | Hastighetsåkning på skridskor | Damernas 1 500 meter   | 12 februari 2018 |
| Silver | Shoma Uno                                                                  | Konståkning                   | Herrarnas singelåkning | 17 februari 2018 |
| Silver | Akito Watabe                                                               | Nordisk kombination           | Normalbacke + 10 km    | 14 februari 2018 |
| Silver | Ayumu Hirano                                                               | Snowboard                     | Herrarnas halfpipe     | 14 februari 2018 |
| Brons  | Sara Takanashi                                                             | Backhoppning                  | Damernas normalbacke   | 12 februari 2018 |
| Brons  | Satsuki Fujisawa Chinami Yoshida Yumi Suzuki Yurika Yoshida Mari Motohashi | Curling                       | Damernas turnering     | 25 februari 2018 |
| Brons  | Daichi Hara                                                                | Freestyle                     | Herrarnas puckelpist   | 12 februari 2018 |
| Brons  | Miho Takagi                                                                | Hastighetsåkning på skridskor | Damernas 1 000 meter   | 14 februari 2018 |